# Gebak van Krul
Gebak van Krul is een Nederlandse muzikale komedieserie die zich afspeelt in een Amsterdamse banketbakkerij, geschreven door Haye van der Heyden. De naam is gebaseerd op een bestaande bakkerij, Maison Krul,  in Den Haag, al bestaat deze inmiddels niet meer. "Gebak van Krul" was de tekst op de dozen waarin het gebak werd verkocht. De serie gaat voornamelijk over wat er zoal in de bakkerij gebeurt.
De regie is in handen van Paul Ruven. Eindredacteur van de serie is Robert Kievit, die bij de VARA ook verantwoordelijk was voor onder meer All Stars, De Band, De Enclave, Ernstige Delicten en Kinderen Geen Bezwaar.
De eerste serie werd oorspronkelijk begin 2009 uitgezonden. In het najaar werd deze herhaald op de zaterdagmiddag.

## Verhaal
Gebak van Krul speelt zich af in een banketbakkerij in de Amsterdamse Jordaan. Henk Krul (Henk Poort) moet voortdurend opboksen tegen zijn eeneiige tweelingbroer Herman Krul, die recht tegenover de bakkerij een supermarkt heeft (dubbelrol van Poort). Samen met zijn vrouw Karin (Mylène d'Anjou) heeft Henk twee dochters: Dora (Dorien Haan) en Charlotte (Céline Purcell). In de keuken werkt verder de ambitieuze Toros (Ara Halici).

## Rolverdeling
| Acteur         | Personage              | Cast    | Cast       | Omschrijving personage |
| Acteur         | Personage              | Seizoen | Aflevering | Omschrijving personage |
| -------------- | ---------------------- | ------- | ---------- | --- |
| Henk Poort     | Henk Krul, Herman Krul | 1       | 1–8        | Henk is getrouwd met Karin en samen hebben ze twee dochters: Charlotte en Dora. Henk heeft ook een tweelingbroer, Herman, die een eigen supermarkt runt. Henk dreigt Mosje uit zijn kamer te zetten omdat hij de huur niet betaalt.                                        |
| Mylène d'Anjou | Karin Krul             | 1       | 1–8        | Karin is de vrouw van Henk. Karin helpt Mosje om te voorkomen dat hij zijn kamer moet verlaten. |
| Céline Purcell | Charlotte Krul         | 1       | 1–8        | Charlotte is de meest sexy dochter van Henk en Karin. Zij heeft met zo'n beetje elke mannelijke klant van de bakkerij sjans. Ook Toros is verliefd op haar. |
| Dorien Haan    | Dora Krul              | 1       | 1–8        | Dora is de 'wat minder gelukte' dochter van Henk en Karin. Zij is hopeloos verliefd op Toros, maar Toros, en vele anderen, zien haar niet staan. |
| Ara Halici     | Toros                  | 1       | 1–8        | Toros is een allochtone bakker die heerlijke gebakjes maakt. Bij de sollicitatie raakte hij al verliefd op dochter Charlotte. Hierdoor heeft hij gekozen om bij Henk Krul te gaan werken en de twee andere sollicitaties die hij nog had lopen te laten voor wat ze waren. |
| Oren Schrijver | Mosje                  | 1       | 1–8        | Mosje is een student politicologie die de zolderkamer van de familie Krul huurt. Hij heeft weliswaar politieke ambities, maar is veel te lui om er ook maar iets voor te doen.                                                                                             |

## Afleveringen
| Nr. | Titel                | Uitzenddatum     |  |
| --- | -------------------- | ---------------- |  |
| 1 | Geen gelul           | 3 januari 2009   |  |
| Bakkerij Krul probeert het warme hoofd boven water te houden en de nieuwe bakker Toros wordt voor het leven verliefd op Charlotte. |                      |                  |  |
| 2 | Een eigen zaak       | 10 januari 2009  |  |
| Charlotte test feilloos haar kakvriendje en Toros wil voor zichzelf beginnen.                                                      |                      |                  |  |
| 3 | Kunstgebak           | 17 januari 2009  |  |
| Henk voelt zich een belangrijk kunstenaar en Mosje en Toros wedden om wie het eerste blootfoto's van Charlotte kan bemachtigen.    |                      |                  |  |
| 4 | Ingeluisd            | 24 januari 2009  |  |
| Ben Cramer komt vreselijk in de zaak en Mosje heeft een beetje luizen.                                                             |                      |                  |  |
| 5 | Shit!                | 31 januari 2009  |  |
| Toros moet gebak bedenken waar je van afvalt en Karin en Dora proberen zichzelf op te pimpen.                                      |                      |                  |  |
| 6 | Heeft het leven zin? | 7 februari 2009  |  |
| Dora is doodongelukkig in de liefde en Karin kan haar ogen niet van Mosje afhouden.                                                |                      |                  |  |
| 7 | Wiedewiet            | 14 februari 2009 |  |
| Henk staat stijf van de stress en Toros moet nog een stukje Ramadan inhalen.                                                       |                      |                  |  |
| 8 | Een beetje zwanger   | 21 februari 2009 |  |
| Karin is benauwd dat ze zwanger is en de meisjes willen een betere pr voor de allochtone medemens.                                 |                      |                  |  |

12 steden, 13 ongelukken · Alles draait om geld · Bergen Binnen · Büch's Boeken · Buitenhof ** · Bureau Kruislaan · Cabaret & Co · Comedytrain presenteert · Deadline · Dr. Ellen · Ernstige Delicten · Factor Giel · Gebak van Krul · GIEL · Herexamen · Hoe bestaat het · Hof van Joosten · Hollands Hoop · In goed gezelschap · Is dat eigenlijk wel zo? · Jules Unlimited · Kanniewaarzijn · Kassa · Kassa 3 · Kinderen geen bezwaar · Kinderen voor Kinderen · Kopspijkers · Kun je het al zien? · Het Lagerhuis · Langs de Leeuw · Langs Sint en De Leeuw · De leugen regeert · Lieve Paul · Lieve Paul & Sint · MaDiWoDoVrijdagshow · De Mega Mike & Mega Thomas Show · Mooi! Weer De Leeuw · Mooi! Weer de Sint · Nieuwslicht · NOVA * · Oppassen!!! · Overspel · Panache · PAU!L · PAU!L en Sint! · Pauls Kadoshow · Pauls Puber Kookshow · Pauw & Witteman · Per Seconde Wijzer · Sint & De Leeuw · Shouf Shouf! · The Sopranos · Stellenbosch ** · Studio Spaan · Thank God It's Friday · Twee voor twaalf · Unit 13 · De verrukkelijke 85 · Vroege Vogels TV · Vuurzee · Waltz ** · De Wereld Draait Door · De wereld van Boudewijn Büch · Wie steelt mijn show? · X De Leeuw · Zembla

*: In samenwerking met NPS en NOS     **: In samenwerking met AVROTROS en VPRO